# Симу Лиу
Симу Лиу (на английски: Simu Liu) е канадски актьор.
Роден е на 19 април 1989 година в Харбин, Китай, в семейство на студенти, които малко по-късно заминават за Канада. През 2011 година получава бакалавърска степен по бизнес мениджмънт в Университета на Западно Онтарио в Лондон. Започва да се снима в телевизията и киното и през 2016 – 2021 година играе главната роля в комедийния сериал Kim's Convenience. Получава международна известност с главната роля в „Шан-Чи и легендата за десетте пръстена“ (Shang-Chi and the Legend of the Ten Rings, 2021).

## Избрана филмография
- Kim's Convenience (2016 – 2021)
- „Шан-Чи и легендата за десетте пръстена“ (Shang-Chi and the Legend of the Ten Rings, 2021)
- „Барби“ (Barbie, 2023)
- „Артър“ (Arthur the King, 2024)